# Joseph Cunnane
Joseph Cunnane (irisch Seosamh Ó Cuinneáin; * 5. Oktober 1913 in Knock, County Mayo, Irland; † 8. März 2001 in Tuam) war ein irischer römisch-katholischer Geistlicher und Erzbischof von Tuam.

## Leben
Joseph Cunnane studierte am St Jarlath’s College in Tuam und empfing am 18. Juni 1939 die Priesterweihe. Von 1941 bis 1958 wirkte er als Dozent für irische Sprache am St Jarlath’s College. Bereits ab 1954 gehörte er einem liturgischen Kongress an, der in Irland Reformen initiierte, die später auf dem Zweiten Vatikanischen Konzil beschlossen werden sollten. Nach pastoralen Tätigkeiten im County Mayo wirkte er ab 1967 als Kurat in Clifden.
Papst Paul VI. ernannte ihn am 31. Januar 1969 zum Erzbischof von Tuam. Die Bischofsweihe spendete ihm am 17. März desselben Jahres sein emeritierter Amtsvorgänger Joseph Walsh. Mitkonsekratoren waren Thomas Morris, Erzbischof von Cashel und Emly, und James Fergus, Bischof von Achonry. In der Irischen Bischofskonferenz leitete Cunnane die bischöflichen Kommissionen für Liturgie, Emigranten und Laien. In seinem Heimatort Knock, einem bedeutenden Wallfahrtsort in Europa, förderte er den Bau einer neuen Basilika, der angesichts steigender Pilgerzahlen insbesondere von dem dort tätigen Monsignore James Horan gewünscht wurde. Am 15. August 1976 konnte die Basilika eingeweiht werden.
Papst Johannes Paul II. nahm am 11. Juli 1987 Cunnanes Rücktrittsgesuch an. Nachdem 1997 ein Priester des Erzbistums Tuam, der dort mehrere Kinder sexuell missbraucht hatte, zu einer mehrjährigen Gefängnisstrafe verurteilt wurde, erklärte sein Nachfolger Joseph Cassidy, die von Cunnane hinterlassenen Unterlagen enthielten keine Beschwerden gegen diesen Priester. Joseph Cunnane lebte bis 1993 in Knock, ehe er aufgrund einer schweren Erkrankung im Bon Secours Hospital in Tuam untergebracht wurde. Dort starb er im März 2001 im Alter von 87 Jahren.